# Питер Капалди
Питер Капалди (енгл. Peter Capaldi; 14. април 1958) шкотски је глумац, режисер и сценариста.
Најпознатији је по улози Малкома Такера у Би-Би-Си-јевој серији The Thick of It за коју је освојио награду БАФТА, а појавио се и у њеном спин-офу Врзино коло. Такође је освојио и Оскара за кратки филм Franz Kafka's It's a Wonderful Life из 1995. године чији је режисер и сценариста.
Капалди се од 2013. до 2017. године појављивао у улози Дванаестог Доктора у научнофантастичној серији Доктор Ху.